# イノシトール-2-デヒドロゲナーゼ
イノシトール-2-デヒドロゲナーゼ（inositol 2-dehydrogenase）次の化学反応を触媒する酸化還元酵素である。
myo -イノシトール + NAD+ {\displaystyle \rightleftharpoons } 2,4,6/3,5-ペンタヒドロキシシクロヘキサン + NADH + H+
反応式の通り、この酵素の基質はmyo -イノシトールとNAD+、生成物は2,4,6/3,5-ペンタヒドロキシシクロヘキサンとNADHとH+である。
組織名はmyo -inositol:NAD+ 2-oxidoreductaseである。別名にmyo-inositol 2-dehydrogenase、myo-inositol:NAD+ oxidoreductase、inositol dehydrogenase、myo-inositol dehydrogenaseがある。